# Kölschrock
Kölschrock ist eine Variante der Rockmusik mit Texten auf Kölsch oder in verwandten ripuarischen Dialekten.

## Hintergrund
Kölschrock ist Rockmusik in der „Sprache des normalen/einfachen Volkes“ in Köln und Umgebung, was auch die ursprüngliche Zielgruppe des Kölschrocks war. In vielen Fällen wird dabei kein „tiefer Dialekt“ benutzt; Satzbau und Vokabular lehnen sich häufig mehr oder weniger stark an das Hochdeutsche an (vgl. auch Familienkölsch). Außerdem grenzte der Kölschrock sich, zumindest in seinem ursprünglichen Selbstverständnis, scharf von der Kölner Karnevalsmusik ab. Die Texte sind ernsthaft bis sozialkritisch (BAP), beziehungsweise proletarisch-alternativ (Zeltinger). 1982 bezog BAP mit dem Lied Nit für Kooche (bliev ich Karneval he) (Kölsch; Nicht für Kuchen bleibe ich [zu] Karneval hier) sogar explizit Stellung gegen den Kölner Karneval bzw. dessen Haupterscheinungsformen.

## Geschichte
Rockmusik auf Kölsch wurde erstmals um 1980 herum bekannt, als BAP und die Zeltinger Band erste größere Erfolge feierten. BAP gilt dabei als die Band, die Kölschrock deutschlandweit populär machte. Beide Gruppen sind heute noch aktiv und insbesondere BAP dominiert weiterhin das öffentliche Bild dieser Musikrichtung.
Nach großen, auch bundesweiten Erfolgen, vor allem von BAP, ging das Interesse im Laufe der 1980er Jahre etwas zurück. 1988 betrat mit The Piano Has Been Drinking eine jazz- und blueslastige Kölschrock-Band für einige Jahre die Bühne. Anfang der 1990er Jahre kam als weitere Kölschrock-Band Brings hinzu. 1992 beteiligten sich alle vier erfolgreichen Kölschrock-Bands an der Kölner Kampagne gegen rechte Gewalt Arsch huh, Zäng ussenander. Nach der Auflösung von Piano Has Been Drinking verfolgte deren Sänger Gerd Köster verschiedene Soloprojekte, tritt aber bis heute mit dem Bandkollegen Frank Hocker auch in der Formation Köster und Hocker auf.

## Trends
Wirtschaftlich hat der Kölschrock damit zu kämpfen, dass erstens das ripuarische Sprachgebiet begrenzt ist und zweitens die Verbreitung des Dialekts zurückgeht, gerade beim jüngeren städtischen Publikum. Drittens fehlt die Einnahmemöglichkeit aus dem Sitzungskarneval, womit die meisten anderen kölschen Bands den Hauptteil ihrer Einnahmen bestreiten. Lediglich BAP, die im gesamten deutschen Sprachraum erfolgreich sind und in ihrer Bandgeschichte 13 deutsche Nummer-eins-Alben verzeichnen konnten, können bis heute auskömmlich vom „klassischen“ Kölschrock leben.
Diese Gründe führten mit dazu, dass Brings ab 2000, als ihr Lied Superjeilezick (Kölsch für Supergeile Zeit) auch im Karneval großen Erfolg hatte, „die Seite wechselten“ und heute vorwiegend Stimmungsmusik machen. Während dieser Wechsel seinerzeit heftig diskutiert wurde, ist heute kaum noch eine eindeutige Trennlinie zwischen Kölschrock und Karneval zu ziehen. Neben Brings steuern auch neuere Bands wie Kasalla und Cat Ballou rockige Elemente in kölscher Mundart zur Karnevalsmusik bei.